# 赤水晒醋
赤水晒醋，贵州省赤水市特产，中国地理标志产品。始于明朝万历年间，采用固体发酵繁殖产生天然醋酸菌，醋醅和成品醋都经较长时间的日光曝晒而成，故称晒醋。